# George Polk Award
Der George Polk Award ist ein renommierter US-amerikanischer Journalistenpreis, der jährlich vom Campus Brooklyn der Long Island University in vielen investigativen Reportage-Sparten verliehen wird. Gestiftet wurde er 1948 zum Gedächtnis an George Polk, einen CBS-Korrespondenten, der ein Opfer des Griechischen Bürgerkriegs wurde.

## Sparten
Die Sparten können jährlich unterschiedlich vertreten sein:
- Auslandskorrespondent („Foreign Reporting“)
- Radioreportage („Radio Reporting“)
- Fotojournalist („Photojournalism“)
- Wirtschaftsreportage („Economics Reporting“)
- Unternehmensreportage („Business Reporting“)
- Arbeitsweltreportage („Labor Reporting“)
- Justizreportage („Legal Reporting“)
- National Reporting
- Internet Reporting
- Magazine Reporting
- State Reporting
- Education Reporting
- Local Reporting
- Television Reporting

Darüber hinaus gibt es den „George Polk Career Award“ für die Anerkennung des Lebenswerks von investigativen Journalisten.

## Preisträger (Auswahl)
Zu den Empfängern des „Polk Award“ gehörten Eddie Adams, Christiane Amanpour (mehrfacher Gewinner), Dickey Chapelle, James Baldwin, Erik Barnouw, Donald Bartlett (mehrfacher Gewinner), Larry Bensky, Ed Bradley, Jimmy Breslin, Robert Brustein, David Burnham, Walter Cronkite, Kurt Eichenwald (mehrfacher Gewinner), Thomas Friedman, Fred Friendly, Anne Garrels, Henry Louis Gates, Amy Goodman, Adam Gopnik, Michael R. Gordon, Philip Gourevitch, Roy Gutman, David Halberstam, Oron J. Hale, Nikole Hannah-Jones, Seymour Hersh (mehrfacher Gewinner), Peter Jennings, Pauline Kael, Matthew Kauffman, Ted Koppel, Charles Kuralt, Joseph Lelyveld (mehrfacher Gewinner), Catherine Leroy, Norman Mailer, Mary Ellen Mark, Jim McKay, Chris Mortensen, Bill Moyers (mehrfacher Gewinner), Edward R. Murrow, Lisa Myers, Allan Nairn, John Bertram Oakes (mehrfacher Gewinner), Robert Parry, Gayle Reaves, Morley Safer, Harrison Salisbury, Diane Sawyer, Jeremy Scahill (mehrfacher Gewinner), Daniel Schorr, George Seldes, William Shawn, Susan Sontag, James Steele (mehrfacher Gewinner), Joe Stephens (mehrfacher Gewinner), I. F. Stone, Studs Terkel, Nina Totenberg und Lawrence Weschler (mehrfacher Gewinner).
1998 gewann Democracy Now den Preis für die beste Radioreportage.
Das National Security Archive wurde 2000 mit einem George-Polk-Preis ausgezeichnet.
Josh Marshalls Blog „Talking Points Memo“ war der erste Weblog, der einen „Polk Award“ erhielt. Er bekam ihn 2008 für die investigative Reportage über den „US Attorney Scandal“. Die parteipolitisch motivierte Entlassung von acht der 93 Bundesstaatsanwälten im Jahr 2006 führte in der Folge zum Rücktritt des US-amerikanischen Justizministers Alberto Gonzales im August 2007. Ohne Marshalls Recherchen wären die Medien nicht aufmerksam geworden, sagten die Juroren. Mit der Verleihung eines Preises in der 2009 neuen Kategorie „Videography“ würdigte das Auswahlkomitee die Arbeit von Bürger-Journalisten: der Preis ging an ein 37 Sekunden langes Video, dessen Ersteller unbekannt ist und das von anderen in Youtube hochgeladen wurde. Das Video zeigt den Tod einer Demonstrantin während der Proteste nach den Präsidentschaftswahlen 2009 im Iran.
Glenn Greenwald und Laura Poitras waren zwei der 30 Preisträger von insgesamt 15 Medien, die 2013 in 13 Kategorien für ihre Arbeit ausgezeichnet wurden.